# Vägen från Oxnäset
Vägen från Oxnäset är en roman av Otto Karl-Oskarsson
Den unge Josef Karlin bor med sin mor i ett litet torp. Han har inte något arbete men vill inte bli skogsarbetare. Några andra arbeten finns knappast i byarna. Han står i kö hos järnvägen för att få banarbeten. Han blir agent för radioapparater och jordbruksredskap, gårdfarihandlare. Efter några framgångar blir det en svår upplevelse att cykla omkring i byar, sova i lador och knappast sälja någonting. Hans mor dör och han blir ensam på gården. Efterhand kommer han in vid järnvägen, gifter sig, skaffar en ko och kämpar sig fram. Romanen slutar med uppbrottet.